# GLUT-5
GLUT-5 is een van de GLUT-transporters. Het is te vinden op onder meer het apicale membraan van een enterocyten (darmcel) in de kronkeldarm, onderdeel van de dunne darm. Het is insulineonafhankelijk.
Absorptie van fructose vindt plaats via GLUT-5. Glucose en galactose, twee andere monosachariden die overblijven na vertering van koolhydraten (of als dusdanig al in de voeding aanwezig zitten), worden eerder geabsorbeerd via een natriumafhankelijke glucose-cotransporter (SGLT1, naar het Engelse sodium-dependent glucose transporter 1).
Bij mensen wordt GLUT-5 gecodeerd door het gen SLC2A5.